# Jakub Świerczok
Jakub Świerczok (Tychy, 28 dicembre 1992) è un calciatore polacco, attaccante dello Śląsk Breslavia.

## Carriera

### Club
Nella stagione 2011-2012 ha giocato 6 partite in Bundesliga con il Kaiserslautern. Per la stagione 2017-2018 gioca per i polacchi dello Zaglebie Lubin dove in 25 presenze mette a segno 17 goal; le buone prestazioni gli valgono, quindi, la convocazione in nazionale con la Polonia disputando 3 partite, tutte amichevoli. Il 19 gennaio 2018 passa ai bulgari del Ludogorets dove farà esordio in Europa League contro il Milan, partita persa dai bulgari per 0-3. Segna il suo primo goal con il Ludogorets in un match vinto 6-0 contro l’Etăr. Mette a segno altri goal e alla fine della stagione 2017-2018 vince il suo primo campionato bulgaro.

### Nazionale
Ha debuttato in nazionale il 10 novembre 2017 in amichevole contro l'Uruguay.

## Palmarès

### Club

#### Competizioni nazionali
- Campionato bulgaro: 3

Ludogorec: 2017-2018, 2018-2019, 2019-2020
- Supercoppa di Bulgaria: 2

Ludogorec: 2018, 2019
- Coppa J. League: 1

Nagoya Grampus: 2021